# Herb prowincji Jõgeva

Herb prowincji Jõgeva

Herb prowincji Jõgeva przedstawia na tarczy dzielonej w lewy skos srebrno-błękitnymi falami, w polu górnym błękitnym złotą trójlistną koniczynkę. W polu dolnym zielonym trzy złote kłosy.
Herb przyjęty został 10 października 1996 roku. Koniczynka pochodzi z herbu stolicy prowincji, fale to rzeka Pedja, a kłosy to symbol rolnictwa.